# سان خوان دي لاس أباديساس
بلدية سان خوان دي لاس أباديساس (بالإسبانية: San Juan de las Abadesas) هي بلدية تقع في مقاطعة جرندة التابعة لمنطقة كتالونيا شمال شرق إسبانيا.

## الديموغرافيا
بلغ عدد سكان بلدية سان خوان دي لاس أباديساس 3.492 نسمة عام 2011 (وفقاً للمعهد الوطني الإسباني للإحصاء).
| 3.794 | 3.706 | 3.655 | 3.621 | 3.586 | 3.556 | 3.492 |

## توأمة
لسان خوان دي لاس أباديساس اتفاقيات توأمة مع كل من:
- مدينة سان لويس بوتوسي
- لو بالي سور فيين

## أعلام
- سلفادور مورينو مانزانو